# Вулиця Городна (Тернопіль)
Вулиця Городна — вулиця в мікрорайоні «Старий парк» міста Тернополя.

## Відомості
Розпочинається від вулиці Вояків дивізії «Галичина», пролягає на північний схід до вулиці Миколи Лисенка, де і закінчується. На вулиці розташовані переважно приватні будинки.